# Akanesasu shōjo
Akanesasu shōjo (あかねさす少女?) è un progetto multimediale prodotto dal canale televisivo Animax per celebrare il ventesimo anniversario della sua fondazione. La serie animata ha esordito in televisione il primo ottobre del 2018 sulle tv giapponesi, e per lo stesso anno è previsto il lancio di un gioco free-to-play basato sul medesimo concept.

## Trama
Asuka, Miu, Mia, Nana e Chloé sono cinque studentesse delle scuole superiori accomunate dalla passione per le radiocomunicazioni. In particolare, Asuka è solita coinvolgere le sue amiche nel cosiddetto rituale delle 4:44, durante il quale le ragazze utilizzano frequenze radio scelte a caso nella speranza di entrare in contatto con altri mondi.
Un giorno, dopo innumerevoli tentativi falliti, il loro esperimento ha finalmente successo, ma invece di stabilire una comunicazione con un altro mondo vi vengono direttamente trasportate; in questa nuova dimensione conoscono Asu, una ragazza guerriera che capiscono ben presto essere la Asuka proveniente da una diversa linea temporale.
A quel punto, per Asuka e le sue compagne sarà l'inizio di un'avventura attraverso le infinite pieghe dello spaziotempo, durante la quale le ragazze avranno modo di vedere con i loro occhi innumerevoli realtà alternative, generatesi sia da eventi al di là del loro controllo sia da scelte fatte dalle loro stesse di altre linee temporali; allo stesso modo però, scopriranno anche molto presto quanto viaggiare nel multiverso possa essere incredibilmente pericoloso.

## Personaggi
Asuka Tsuchimiya (土宮明日架?)
Doppiatrice originale Tomoyo Kurosawa
La leader del gruppo di amiche, nonché presidente e fondatrice del club delle radiocomunicazioni, solare e vivace. La sua famiglia gestisce una fabbrica artigianale per la produzione di miso, alimento della quale sono ghiotte, oltre a lei, anche le Asuka di tutte le altre linee temporali. Suo fratello è scomparso in tenera età, ma nonostante ciò non ha ancora perso la speranza di riuscire a ritrovarlo. È la prima a coinvolgere le amiche nel leggendario Rituale delle 4:44.
Yū Tōnaka (灯中優?)
Doppiatrice originale Lynn
La migliore amica di Asuka, che conosce da quando andavano alle scuole elementari, e che una volta raggiunto il liceo ha fondato assieme a lei il club delle radiocomunicazioni. Consapevole di come Asuka soffra interiormente per la scomparsa del fratello, è convinta che l'amica indossi una maschera di superficialità e allegria al solo scopo di celare il suo dolore interiore. Molto pragmatica e professionale, non va molto d'accordo con Sexy-Yū, la lei stessa di un'altra linea temporale, al contrario fin troppo libertina e sempre pronta a molestare Asuka, per la quale ha una cotta (il che suggerisce che sia lo stesso anche per Yū, visto che secondo Asu i vari "io", seppur differenti nell'indole e nel carattere, tendono a manifestare le medesime emozioni).
Mia Silverstone (みあ・シルバーストーン?)
Doppiatrice originale Nao Tōyama
Ragazza di origini inglesi, è stata una delle ultime a unirsi al club delle radiocomunicazioni grazie alle suppliche di Asuka, alla disperata ricerca del numero minimo di membri necessario per assicurare la sopravvivenza del club. Fin da bambina ha maturato un forte senso di giustizia, ma il suo aspetto dolce e le antiquate convenzioni morali impostele dalla madre l'hanno indotta nel tempo ad assumere uno stile di comportamento forzatamente morigerato. A seguito di uno dei viaggi interdimensionali compiuti dal gruppo, avrà l'occasione di riscoprire la sua indole originale, liberandosi finalmente della propria maschera esteriore per tornare a essere sé stessa. È segretamente appassionata di film western.
Nana Nanase (七瀬奈々?)
Doppiatrice originale Ami Koshimizu
L'ultima a unirsi al club delle radiocomunicazioni, è una ragazza alla moda e perennemente alla ricerca del fidanzato giusto. Inizialmente infatuata del famoso idol Tomoya Chiba, a seguito del primo viaggio compiuto dalle ragazze in un'altra dimensione ne ha scoperto il vero volto, nascosto per esigenze di spettacolo da una maschera di gentilezza e affabilità, lasciando da parte ogni velleità romantica nei suoi confronti. Ha un rapporto complicato con il patrigno a causa dell'enorme affetto che nutriva verso il suo vero padre, che tra l'altro le aveva fatto scoprire il mondo delle radiocomunicazioni ben prima di incontrare Asuka e le altre ragazze, e del comportamento della madre, già arrivata al suo terzo matrimonio.
Chloé Morisu (森須クロエ?)
Doppiatrice originale Marina Inoue
La terza fondatrice assieme ad Asuka e Yū del club delle radiocomunicazioni. Originaria della Francia, dove ha trascorso i suoi primi anni di vita, ha maturato negli anni una personalità introversa e propensa alla solitudine. Per questo motivo, inizialmente è timorosa all'idea di allacciare rapporti duraturi con le sue nuove amiche, temendo di affezionarsi eccessivamente a loro con il rischio di soffrire qualora la loro amicizia dovesse venire meno. Amante della letteratura e della musica classica, parla e scrive perfettamente il francese, inoltre sembra dotata di un notevole spirito matematico.

## Progetto
Animax ha lanciato il progetto nel marzo 2018, come parte delle celebrazioni per festeggiare il ventesimo anniversario dalla fondazione del proprio canale televisivo. La serie anime è diretta da Yūichi Abe e Jin Tamamura, scritta da Shogo Yasukawa e basata su di un concept ideato da Kotaro Uchikoshi. Le animazioni sono realizzate dallo studio Dandilion, mentre il character design è il frutto del lavoro combinato di Masakazu Katsura e Hiroyuki Asada.
La sigla di apertura, intitolata Soranetarium (ソラネタリウム), è cantata da Michi, mentre quella di chiusura, Kowarekake no Radio (壊れかけのRadio, lett. La Radio Rotta), da Ami Wajima.
La serie, che ha esordito il primo ottobre 2018 e sarà composta di 12 episodi, è stata licenziata per l'occidente da Sentai Filmworks, che lo ha rilasciato su Hidive, mentre in Giappone, oltre che sulle reti televisive, è disponibile anche su varie piattaforme streaming.

## Episodi
| Nº | Titolo italiano Giapponese 「Kanji」 - Rōmaji | In onda           | In onda |
| Nº | Titolo italiano Giapponese 「Kanji」 - Rōmaji | Giapponese        |         |
| 1  | Il rituale delle 4:44 「(4時44分の儀式 〜Ritual at 4:44〜)」 - 4 Ji 44 Pun no Gishiki | 1 ottobre, 2018   |         |
| 1  | Asuka, Miu, Mia, Nana e Chloé, cinque amiche iscritte al club radiofonico della propria scuola, cercano da anni di stabilire un contatto con intelligenze extraterrestri tramite il rituale delle 4:44. Un giorno, Chloé rinviene una strana pietra, e ascoltandone la risonanza particolare le ragazze risalgono ad una frequenza radio che, eseguita durante il rituale, le trasporta in un'altra dimensione. Qui, Asuka e le altre subiscono l'attacco di alcune bizzarre e minacciose creature, ma giunge in loro soccorso una ragazza in armatura che affronta e sconfigge i nemici per poi rimandarle a casa tramite un dispositivo simile ad un vecchio walkman, salvo svenire subito dopo per lo sforzo del combattimento. Asuka decide quindi di portarla a casa sua per aiutarla, e parlandole realizza che quella non è altro che la lei stessa proveniente da una diversa linea temporale. |                   |         |
| 2  | Un altro frammento 「(違う世界」 - Chigau sekai (furaggu komento) | 8 ottobre, 2018   |         |
| 2  | A seguito della sparizione dell'altra sé stessa (ribattezzata Asu dalle ragazze), Asuka convince le ragazze a ritentare nuovamente il rituale delle 4:44, sfruttando stavolta una nuova frequenza radio suggerita loro da una misteriosa chiaroveggente. Ancora una volta l'esperimento ha successo, ma Nana si ritrova separata dalle proprie compagne, all'interno del corpo della lei stessa di quella nuova linea temporale (ciò verrà rivelato essere il Link, il fenomeno in base al quale chi esegue in prima persona il rito si unisce corpo e mente al sé stesso dell'universo di arrivo). Parlando con la Asuka e le altre sue amiche di quella dimensione, Nana scopre che in quel mondo la legge obbliga tutte le ragazze a sposarsi al compimento del diciassettesimo anno di età, che nel suo caso è a soli due giorni di distanza. Mentre Asu aiuta Asuka e le altre ragazze "originali" a ritrovare la loro amica, una Nana inizialmente confusa, al punto da avere una violenta litigata con la madre e il patrigno al suo rientro a casa, scopre con sua grande sorpresa che il suo promesso sposo è Tomoya Chiba, un idol molto popolare anche nella sua dimensione, e per il quale ha sempre avuto una cotta. Così, quando Asuka e le altre finalmente la ritrovano, Nana (che sembra non avere ancora realizzato di essere finita in un'altra dimensione) rivela loro di voler accettare la sua nuova condizione, rinunciando così a tornare nel suo mondo d'origine. |                   |         |
| 3  | Prima che suoni la campana nuziale 「(ウェーディング・ベルが鳴る前に 〜The bride can't help it〜)」 - Wēdingu beruganaru mae ni (furaggu komento) | 15 ottobre, 2018  |         |
| 3  | Nana decide ben presto di rinunciare al matrimonio e di tornare nel suo mondo d'origine quando scopre che il suo promesso sposo ha un cognome diverso da quello ufficiale, che accostato al suo nome lo renderebbe oltremodo imbarazzante e oggetto di scherno, ma viene costretta con la forza ad accondiscendere alla legge dai membri di uno speciale ufficio governativo. Quindi, di fronte alla sua reticenza, Chiba decide di anticipare la cerimonia, ma alla fine la ragazza, anche grazie alle amiche, trova la forza di ribellarsi e di non pronunciare il fatidico "sì". Ciò tuttavia fa infuriare Chiba, che oltretutto viene riconosciuto da Asu come un clutter, un essere interdimensionale la cui sola presenza è sufficiente a mettere in pericolo l'esistenza della dimensione in cui si trova. Asu, colta di sorpresa dalla forza del suo avversario, viene sconfitta, ma Nana all'ultimo riesce a prendere il suo posto, usando il walkman della ragazza per trasformarsi a sua volta in un'Equalizer e sconfiggere il nemico. Prima che Chiba scompaia, Asu prova a farsi rivelare da lui dove poter trovare un Re del Tramonto, un potentissimo clutter la cui morte salverebbe il mondo della ragazza da una fine ormai imminente, ma Chiba rifiuta di risponderle e si dissolve. Passato il pericolo, le ragazze fanno finalmente ritorno nel proprio mondo, con Nana che decide infine di entrare ufficialmente nel club dei radioamatori. |                   |         |
| 4  | Le magnifiche cinque. O undici. 「荒野の五人、もしくは十一人 〜The magnificent five. or eleven〜」 - Kōya no go-ri, tomoni wa jū ichi-ri | 22 ottobre, 2018  |         |
| 4  | Asu, dopo essere stata pizzicata da Asuka a rubare miso nella fabbrica di famiglia, consegna a Nana il suo Astral Module, grazie al quale da ora in poi potrà trasformarsi a piacimento ogni qualvolta incontri un clutter. Subito dopo, usando una frequenza suggerita loro ancora una volta in modo indiretto dalla misteriosa chiromante, le ragazze compiono un altro viaggio in una dimensione parallela, ritrovandosi in un mondo che mescola moderne tecnologie con un'ambientazione fortemente improntata sul vecchio Far West: in questa realtà, Mia, che per l'occasione funge da link, è il vicesceriffo della città e Yū la proprietaria di un saloon, mentre Nana e Chloé sono due rapinatrici di banche cui Asuka, qui in versione bounty killer sboccata e donnaiola, sta dando la caccia. Mentre cercano di ritrovare Mia, Nana e Chloé finiscono per venire catturate dalla Asuka locale che le scambia per le loro alter ego, mentre Asuka e Yū incontrano le Yū, Nana e Chloé locali, venendo a sapere in un secondo momento che le due si dedicano ai furti al solo scopo di mandare avanti l'orfanotrofio che dirigono. Nel mentre, Mia scopre che in quel mondo tutto ruota attorno ai duelli, usati al posto dei processi per amministrare la giustizia, ma anche che il giudice locale Hiishi sta dando eccessiva spettacolarità alla cosa attirandosi numerose critiche, in primis quella dello sceriffo; inoltre, viene anche a sapere che la sé stessa di quel mondo con cui ora condivide il corpo è una persona molto più determinata e forte di lei, iniziando a vedere nell'intera vicenda un'occasione per aumentare la propria autostima. |                   |         |
| 5  | L'eroe in me. 「ヒーローの条件 〜The hero in me〜」 - Hīrō jōken | 29 ottobre, 2018  |         |
| 5  | Mentre Mia inizia ad entrare sempre di più nella parte di vicesceriffo, Asuka e Yū si fanno infine convincere dalla Yū proveniente da un'altra dimensione (chiamata da Asuka "Sexy Yū" per i suoi modi di fare libertini e provocatori) a partecipare alla rapina che Nana e Chloé stanno organizzando per salvare l'orfanotrofio dal fallimento. Ovviamente, a colpo avvenuto, le ragazze si ritrovano inseguite proprio da Mia, oltre che dalla Asuka locale, finalmente convinta dell'innocenza delle Nana e Chloé da lei catturate, che anzi vengono convinte ad aiutarla a fermare le loro alter ego. Come se ciò non bastasse, al momento decisivo Sexy Yū tradisce le ragazze, abbandonandole al loro destino. I due gruppi (composti a questo punto il primo da Asuka, Yū e dalle Nana e Chloé locali, e il secondo da Chloé, Nana e l'Asuka locale, anche lei erroneamente scambiata per fuorilegge) finiscono quindi arrestati e processato dal giudice Hiishi, che dispone l'esecuzione di un duello al termine del quale i superstiti del gruppo vincitore otterrano l'amnistia. Asuka, Yū, Nana e Chloé si ritrovano quindi gettate a forza nell'arena le une contro le altre, ma come prevedibile rifiutano categoricamente l'idea di doversi uccidere a vicenda, preferendo quindi affrontare il plotone d'esecuzione. Fortunatamente, all'ultimo momento, Asu riesce a bloccare lo spettacolo, diffondendo una registrazione audio che rivela come il giudice e lo sceriffo avessero complottato per favorire l'intera vicenda, la prima per aumentare la sua popolarità e il secondo per assicurare il suo concetto malato di giustizia sommaria. I due, smascherati, si rivelano quindi essere dei Clutter, che vengono affrontati e sconfitti da Asu con l'aiuto di Mia, ascesa a sua volta ad Equalizer, riportando la pace nel villaggio.                                                   |                   |         |
| 6  | Da sola sull'isola. 「ひとりのアイランド 〜Alone on an island〜」 - Hitori no Airando | 5 novembre, 2018  |         |
| 6  | Per combattere la monotonia e il freddo dell'inverno, Sexy Yū suggerisce alle ragazze di recarsi in una nuova dimensione parallela, e stavolta le ragazze si ritrovano in un mondo quasi completamente coperto dall'oceano, dal quale spuntano qua e là diverse isole tropicali. In questa dimensione, gli abitanti delle varie isole si assicurano tutto ciò di cui hanno bisogno tramite il commercio online, e in poco tempo le ragazze finiscono per prenderci la mano, iniziando ad ordinare ogni sorta di comodità per rendere la loro vacanza sempre più indimenticabile. Ben presto al gruppo si unisce anche Asu, che pur non capendo le motivazioni dietro al comportamento di Sexy Yū decide di lasciarsi coinvolgere a sua volta in quell'inaspettata vacanza, non prima di aver informato Asuka del fatto che il destino di tutti i mondi corrosi dai Clutter è di finire inghiottiti dal "tramonto", una dimensione al di là dello spazio in cui il tempo non esiste, e ogni cosa rimane bloccata in eterno. Nel mentre Chloé, nel ruolo di link, si ritrova da sola nella casa della lei di quel mondo, situata su di un'isola vicina; in questa situazione, la ragazza, grazie anche ad un visore per la realtà virtuale, inizia a riflettere sul proprio passato, e sul fatto di come fin da bambina avesse sempre trovato preferibile vivere in solitudine, una tendenza che ha cominciato a cambiare solo dal giorno in cui si unì al club delle radiocomunicazioni. All'improvviso però, Chloé nota una riga di codice insolita presente all'interno del mondo virtuale, e analizzando gli appunti della sé stessa locale capisce che si tratta di un mezzo per fare il lavaggio del cervello alle persone, rendendole dipendenti dagli apparecchi tecnologici (come sta accadendo a Mai, Yū e Nana). Qualcuno, tramite i droni preposti alle consegne, sembra essersi accorto di lei.       |                   |         |
| 7  | Tu n'es pas soule. 「トゥ・ノー・パス・スール 〜You're not alone〜」 - To~u nō pasu sūru | 12 novembre, 2018 |         |
| 7  | Chloé tenta a più riprese di contattare le sue compagne per avvisarle del pericolo nascosto nella rete, ma tutti i suoi messaggi vengono intercettati e bloccati dai droni delle consegne. Così, mentre le condizioni delle sue amiche diventano sempre più gravi a causa della dipendenza provocata dai messaggi subliminali, la ragazza trova un messaggio lasciato dalla lei stessa di quel mondo, da cui apprende che probabilmente l'unico modo per eliminare il problema è distruggere White Goat, l'Intelligenza Artificiale che controlla l'intero sistema informatico di quella regione, il cui server è situato su di un'isola vicina, infettandolo con uno speciale virus informatico. Tuttavia, prima di rendersene conto, anche lei viene infine colpita dai messaggi subliminali, ritrovandosi bloccata in un incubo virtuale da cui viene tuttavia svegliata dalle sue compagne (incluse Yū, Mai e Nana, guarite dopo che Asuka ha gettato via i telefonini infetti), che finalmente sono riuscite a raggiungerla; a quel punto, Asu capisce che probabilmente dietro a White Goat si nasconde in realtà un clutter, così le ragazze si recano insieme sull'isola-server per disattivarlo. Per difendersi, però, White Goat genera degli automi identici agli avversari precedentemente sconfitti dalle ragazze, che in poco tempo riescono a sconfiggere Mia e Nana e a mettere in seria difficoltà Asu. Fortunatamente, all'ultimo momento, Chloé riesce ad ottenere il potere di Equalizer, raggiungendo il nucleo del server situato sott'acqua e a disattivarlo, liberando White Goat dall'infezione ed eliminando nel contempo il Clutter. Con il reset avvenuto, White Goat libera tutti gli umani precedentemente imprigionati per essersi avvicinati troppo alla verità (incluse le alter ego locali delle ragazze), mentre Chloé e le altre sono libere di fare ritorno nel loro mondo. |                   |         |
| 8  | Asuka e Asuka. 「明日架とアスカ 〜Asuka and ASUKA〜」 - Asuka to Asuka | 19 novembre, 2018 |         |
| 8  | Asuka e le sue amiche stanno ormai per terminare la scuola superiore, e mentre alcune di loro sembrano avere già le idee chiare su quale sarà il loro futuro, Asuka al contrario, pur apparentemente più che determinata a proseguire la tradizione di famiglia portando avanti la fabbrica di miso, si scontra con l'ostilità del padre, secondo cui la sua è una decisione dettata più da un desiderio infantile che da vera volontà. Nel mentre, Asu compie un nuovo viaggio nel loro mondo, e assieme a lei le ragazze si adoperano per mandare avanti il loro caffè preferito, l'Octave, il cui anziano proprietario si è recentemente infortunato e necessita quindi di aiuto. Per Asuka e Asu è quindi l'occasione buona per passare un po' di tempo assieme, rendendosi finalmente conto di quanto in fin dei conti siano molto simili. All'improvviso però, un segnale d'allarme richiama Asu nel suo mondo di origine, e la ragazza si congeda quindi dalla sua alter ego con parole che sanno molto di addio. Asuka però non vuole saperne di abbandonare la sua amica, e dopo essersi segnata di nascosto le coordinate mondo in questione convince le altre ragazze a recarvisi loro stesse per aiutare Asu nella sua guerra contro il Crepuscolo. Yū accetta di vestire per questa volta i panni del link, ma una volta arrivate a destinazione le ragazze si ritrovano in uno scenario apocalittico, con il mondo quasi completamente consumato dal Crepuscolo e la zona attorno all'albero sacro usato per il rituale delle 4:44 minacciato dall'arrivo di una sinistra cupola luminosa. |                   |         |
| 9  | Ecco il crepuscolo. 「そこに在る黄昏 〜There's Twilight〜」 - To~u nō pasu sūru | 26 novembre, 2018 |         |
| 9  | Asu, che si rivela essere il comandante dei pochi umani che ancora si oppongono all'avanzata del Crepuscolo, corre incontro alle sue amiche, avvisandole che le rimanderà a casa subito dopo aver mostrato loro lo stato in cui versa il suo mondo, in modo da prepararle a quando il destino della loro dimensione sarà nelle loro mani. Mentre Asu fa quindi visitare loro la base, Yū si ritrova suo malgrado a condividere il corpo di Sexy Yū, poiché la lei di quella dimensione è stata già inghiottita da tempo dal Crepuscolo, con la differenza che stavolta le due personalità, invece di sovrapporsi, si sommano, permettendo ad entrambe di comandare all'occorrenza il medesimo corpo. Quando finalmente Yū riesce a riunirsi alle sue amiche, Asu spiega a lei e alle altre che l'unica cosa che sta tenendo ancora in vita il suo mondo è l'Ambra, una misteriosa essenza capace di contrastare l'avanzata del Crepuscolo, e che l'eventuale distruzione di un Re del Crepuscolo emetterebbe una tale quantità di Ambra da poter guarire il mondo intero, salvandolo e riportando tutto alla normalità. Purtroppo, all'improvviso, un Re si manifesta, e con la sua venuta il Crepuscono inizia a rinforzarsi a vista d'occhio, al punto da penetrare nella base iniziando a fare strage dei superstiti. Nana, Chloé, Mia e Asu fanno del loro meglio per contrastarlo, ma vengono tutte inevitabilmente sconfitte, e come il Re riesce nel suo intento di distruggere l'albero sacro l'ambra che esso secerneva scompare definitivamente, condannando il mondo al completo assorbimento. A quel punto, Asu non ha altra scelta che affidare il suo Astral Module ad un bambino, Takumi, usandolo come link per rimandare a casa Asuka e le altre, mentre lei decide di rimanere indietro per tentare un disperato assalto contro il Re, venendo tuttavia sconfitta.                             |                   |         |
| 10 | La Festa dei bugiardi. 「うそつきの宴 〜Liars' Party〜」 - Uso-tsuki no utage | 3 dicembre, 2018  |         |
| 10 | Nana e le altre tentano il più possibile di tenere la mente occupata e di non pensare a quanto accaduto al mondo di Asu, preparandosi senza molto successo a sostenere gli esami d'ammissione all'università; incredibilmente, l'unica che sembra non aver risentito minimamente dell'accaduto è proprio Asuka, che anzi invita le amiche ad organizzare una festa di Natale all'Octave. Le ragazze, inizialmente, accettano di sostenerla, e al ricevimento prende parte anche Takumi, che tuttavia, pur felice di essersi salvato e di vivere finalmente in un mondo in pace, è consapevole di essere in realtà solo un passeggero nel corpo di qualcun altro. Alla fine, però, Yū accusa Asuka di stare solamente indossando una maschera di allegria nel tentativo di nascondere a sé stessa il dolore che prova, in particolare riguardo alla scomparsa di suo fratello Kyohei, svanito nel nulla anni prima e mai ritrovato; da ciò nasce inevitabilmente una violenta litigata che porta Asuka ad andarsene. All'improvviso, però, il Crepuscolo si manifesta anche nel loro mondo, e Asuka si ritrova faccia a faccia con lo stesso Re responsabile della scomparsa del mondo di Asu; questi, però, rivela di essere un semplice Emissario del Re, e toltosi il cappuccio si mostra per quello che è: un'altra Asuka. |                   |         |
| 11 | Studente meritevole 「優等生 〜Honor student〜」 - Yūtōsei | 10 dicembre, 2018 |         |
| 11 | L'Emissario spiega di essere la Asuka di un'altra linea temporale, che incapace di sopportare il dolore per la scomparsa del fratello ha accettato volontariamente di unirsi al Crepuscolo, ottenendo la scomparsa di ogni emozione umana nonché la vita eterna; inoltre, rivela ad Asuka che il Re non è altro che il Crepuscolo stesso, il cui operato di fagocitare i mondi non rappresenterebbe altro che l'eterno susseguirsi di nascita e morte di nuove dimensioni. Nel mentre, Chloé, Nana e Mia vengono attirate nella scuola dal segnale di un Clutter, che si rivela essere uno dei loro insegnanti, il professor Kikka; questi tenta di sconfiggerle imprigionandole in un'allucinazione e mettendole di fronte alle proprie insicurezze, ma le ragazze riescono a sfuggire al suo trucco, sconfiggendolo. Nello stesso momento Yū incontra Sexy Yū, che le consegna il suo nuovo Astral Module, grazie al quale la ragazza può finalmente trasformarsi in Equalizer e correre in aiuto di Asuka, riappacificandosi con lei nel bel mezzo della lotta. Anche Mia e le altre si uniscono ben presto allo scontro, ma dopo una iniziale vittoria l'Emissario, tutt'altro che sconfitta, si prepara ad assimilare anche il loro mondo: al che Asuka, avendo notato ancora una traccia di umanità nella sua alter ego, si offre di andare con lei, in cambio della promessa di risparmiare la sua dimensione dall'avanzata del Crepuscolo. |                   |         |
| 12 | Un giorno, il crepuscolo 「いつか、黄昏の降る空の」 - Itsuka, tasogare no furu sora no | 17 dicembre, 2018 |         |
| 12 | Asuka decide di seguire l'Emissario, ritrovandosi assieme a lei nel mondo tra i mondi che costituisce il Crepuscolo. Una volta qui, le due Asuka si confrontano, e alla fine l'Emissario, di fronte alla gentilezza e spontaneità della sua alter ego, getta la maschera, rivelando di aver accettato di servire il Crepuscolo per sfuggire al senso di colpa derivatole dall'essersi sempre ritenuta responsabile per la scomparsa di Kyohei; ella inoltre invidiava le Asuka delle altre linee temporali, che al contrario di lei erano riuscite a superare il trauma e a trovare la forza di andare avanti grazie alle sue amiche. Asuka la rincuora, facendole capire che Kyohei in un modo o nell'altro sarà sempre con lei, e a quel punto l'Emissario finalmente riscopre le proprie emozioni, tornando in sé e staccandosi dall'influenza del Crepuscolo. Asuka torna quindi a casa, e con il tempo tutto torna alla normalità: le ragazze si preparano a sostenere gli esami di maturità, cautelandosi di procacciare nel mentre nuovi iscritti per assicurare la sopravvivenza al club dei radioamatori. Ma la sorpresa più grande Asuka la trova, una mattina, nella fabbrica di famiglia, dove una vecchia conoscenza è tornata a colpire, portandosi via la solita porzione di miso. |                   |         |